# Старцево (Болгарія)
Ста́рцево (болг. Старцево) — село в Смолянській області Болгарії. Входить до складу общини Златоград.

## Населення
За даними перепису населення 2011 року у селі проживала 2301 особа.
Національний склад населення села:
| Національність   | Кількість осіб | Відсоток |
| ---------------- | -------------- | -------- |
| болгари          | 2040           | 99,3%    |
| не визначились   | 9              | 0,4%     |
| Всього відповіли | 2054           |          |

Розподіл населення за віком у 2011 році:
Динаміка населення: